# Thaumasura goethei
Thaumasura goethei är en stekelart som beskrevs av Girault 1937. Thaumasura goethei ingår i släktet Thaumasura och familjen puppglanssteklar. Inga underarter finns listade i Catalogue of Life.